# Городская усадьба А. Л. Кнопа
Городская усадьба А. Л. Кнопа — усадьба в Москве, построенная в 1900 году для российского промышленника Андрея Львовича (Иоганна-Андреаса) Кнопа. Находится в Басманном районе по адресу Колпачный переулок, д. 5. Объект культурного наследия регионального значения.

## История

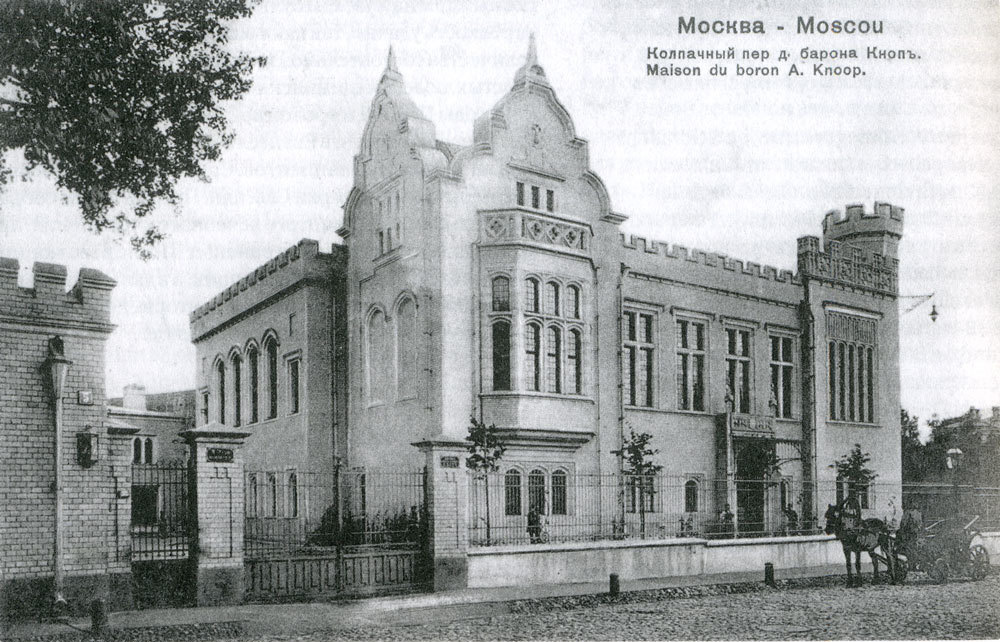
Особняк в 1905 году

Усадьба в Колпачном переулке была построена в 1900 году по заказу Андрея (Иоганна-Андреаса) Львовича Кнопа, сына успешного предпринимателя Иоганна Людвига Кнопа, переехавшего в Россию из Англии в 1839 году как представителя компании De Jersey & Co. С 1846 года Кноп занялся импортом английских паровых машин для текстильных фабрик, в чём достиг больших успехов, а в 1852 году основал «Торговый дом Л. Кноп». В 1877 году император Александр II за развитие российско-английской торговли жаловал Кнопу баронский титул, а его сыновья Андреас (Андрей Львович) и Теодор (Фёдор Львович) приняли российское подданство. Дела Кнопа шли исключительно успешно: его предприятие имело почти монопольное положение на российском рынке, а продажа оборудования на условии получения паёв к концу XIX века сделала его совладельцем более 100 мануфактур. В те годы широкое распространение получила поговорка «Где церковь, там и поп, а где фабрика — там Кноп».
Для размещения своей усадьбы Кноп выбрал Колпачный переулок, где располагался евангелическо-лютеранский кафедральный собор святых апостолов Петра и Павла, прихожанами которого была вся его семья. Неподалёку от усадьбы в Китай-городе находился и «Торговый дом Л. Кнопа». После смерти Кнопа сыновья унаследовали его предприятия и владения и разделили обширную городскую усадьбу: участок № 7 с отцовским домом, перестроенным в 1869 году по проекту архитектора Бориса Фрейденберга, перешёл Фёдору Львовичу, а на участке № 5 Андрей Львович в 1900—1901 годах выстроил особняк по проекту Карла Треймана. Кнопы-сыновья много времени уделяли меценатству: Фёдор содействовал лечебницам для душевнобольных и тюремному комитету, а Андрей был председателем общины Питерпаулькирхе и одним из основных жертвователей при строительстве нового здания церкви в 1903—1905 годах.
С началом Первой мировой войны Кнопы, как и другие немецкие предприниматели, попали под гонения. После революции 1917 года большинство представителей этого рода эмигрировали, другие были сосланы в Сибирь и расстреляны. Особняк Андрея Львовича Кнопа был национализирован, первоначально там располагалось представительство Украинской ССР, затем его сменил Комитет по высшему техническому образованию при ЦИК СССР, в здании располагалась приёмная председателя ГОЭЛРО Глеба Кржижановского. С 1936 года дом № 5 по Колпачному переулку занял Московский городской комитет ВЛКСМ. После начала Великой Отечественной войны в 1941 году здесь принимали заявления от добровольцев, выдавали путёвки на фронт, формировали команды ПВО, санитарные дружины и отряды разведчиков и диверсантов, работавший в тылу врага. В числе отправившихся отсюда на фронт были Зоя Космодемьянская, Наталья Ковшова, Мария Поливанова.

## Архитектура

Знак «Крепим оборону СССР» на фасаде служебной постройки

Усадьба Андрея Львовича Кнопа была выстроена в неоготическом стиле с элементами поздней английской готики. Главное здание было стилизовано под английский замок с гранёной зубчатой башенкой и щипцовыми фигурными завершениями, фасад которого был украшен щитами с баронскими гербами. Интерьеры здания были также решены в стиле английской готики, богато украшены старинными гобеленами и коллекционным оружием. В ансамбль входили ограда, сторожка и домовая электростанция, выполненные в аналогичном стиле.
В середине 1990-х годов в особняке была проведена научная реставрация фасадов и интерьеров для размещения дома приёмов компании ЮКОС. По соглашению с компанией Департамент культурного наследия города Москвы организовывал в здание экскурсии, посетители которых могли ознакомиться с сохранившимся дореволюционными интерьерами. Также в бывшем особняке Андрея Кнопа проводились культурно-выставочные мероприятия. На 2017 год здание перешло в собственность компании «Глобал Риэлти», основным владельцем которой являлась кипрская офшорная компания, а помещения занимали офисы.
В марте 2017 года владельцы здания направили на рассмотрение в Департамент культурного наследия проект реконструкции здания и обосновывающий его государственный акт историко-культурной экспертизы. Предложенный проект предполагал занижение уровня земли на одном из фасадов на 3,4 метра для оборудования нового цокольного этажа со стенами из монолитного железобетона, изменение конструкции крыши, организацию дополнительных окон и дверей и замену значительной части перекрытий здания, чтобы обеспечить новой конструкции устойчивость.
Несмотря на охранный статус здания, государственные эксперты назвали допустимым внесение значительных изменений в экстерьер и интерьеры памятника архитектуры в рамках «приспособления для современного использования», а также объединение усадеб Андрея Львовича и Фёдора Львовича Кнопов в единый комплекс, несмотря на разные годы постройки, разных архитекторов и разное художественное решение. В апреле 2017 года Градостроительно-земельная комиссия города Москвы одобрила проекты реконструкции усадеб.